# シェーセル
シェーセル (ドイツ語: Scheeßel) は、ドイツ連邦共和国ニーダーザクセン州のローテンブルク（ヴュンメ）郡に属す町村（以下、本項では便宜上「町」と記述する）である。

## 地理

### 位置
シェーセルはリューネブルガー・ハイデの辺縁部、海抜 30.36m に位置する。ヴュンメ川とベーケ川がこの町を流れている。町は、森、野原、湿地（ゲーストラントシャフト）が多くを占めている。ヴェスターホルツ地区にあるブラーベルクは53mの高さがあり、郡内の最高地点となっている。
郡庁所在地のローテンブルク (ヴュンメ)とは約 9km 離れている。最寄りの大都市は、ハンブルク（約 50km）、ブレーメン（約 40km）、ハノーファー（約 115km）である。

### 自治体の構成
集落名の後の数値は、2009年9月30日時点の各集落の人口である。
- シェーセル 6,741人
- アベンドルフ 283人
- バーテルスドルフ 473人
- ヘッツヴェーゲ 393人
- イェールスドルフ 1,385人
- オスターフェゼーデ 754人
- ゾーテル 754人
- ヴェスターエシュ 510人
- ヴェスターホルツ 635人
- ヴェスターフェゼーデ 776人
- ヴィットコプスボステル 515人
- ヴォールスドルフ 356人

### 近隣都市
| ツェーフェン (22km) ブレーマーフェルデ (46km) | ジッテンゼン (13km) シュターデ (54km)                                  | トーシュテット (20km)         |
| タルムシュテット (35km) ブレーメン (52km)     |                                                                        | ビスピンゲン (42km)           |
| ローテンブルク (ヴュンメ) (8km)               | フィッセルヘーヴェデ (28km) ヴァルスローデ (42km) ハノーファー (102km) | シュネファーディンゲン (25km) |

## 歴史
シェーセルは2005年に創設1200年祭を祝った。これは、ディーデンホーフェンの参事会領に Schesla 集落が形成された時から数えたものである。シェーセルの町当局は、これを現在のシェーセルの前身とする見解を採っている。しかし歴史学者や考古学者は見解を異にする。なぜなら、兵器売買に関連して禁令が発布された参事会領に属す当時のスラブ民族との境界地域にある村が記録されている。すなわち、Bardowieck（現在のバルドヴィック）、"Skaesla"、マクデブルク、エアフルト、ハルシュタット、フォルヒハイムおよびレーゲンスブルクまでの地域である。列記の順は北から南に並んでいる。従って、"Skaesla" はバルドヴィックとマクデブルクの間に位置するはずである。この事から、イェーツェル川がエルベ川に合流するヒッツアッカー (エルベ)である可能性がより高いと主張している。Skaeslaをスラヴ民族との国境地帯から遠く離れたシェーセルに比定するのは不自然であるとの考えである。

## 行政
シェーセルの町は、かつては独立した自治体であった12の集落からなる。12の集落中、中核地区のシェーセルが最大の集落である。

### 議会
シェーセルの町議会は、町長を含め31議席からなる。

### 町長
町長は、2021年からウルリーケ・ユンゲマン (CSU) が務めている。彼女は2021年9月12日に町長に選出され、11月1日に就任した。

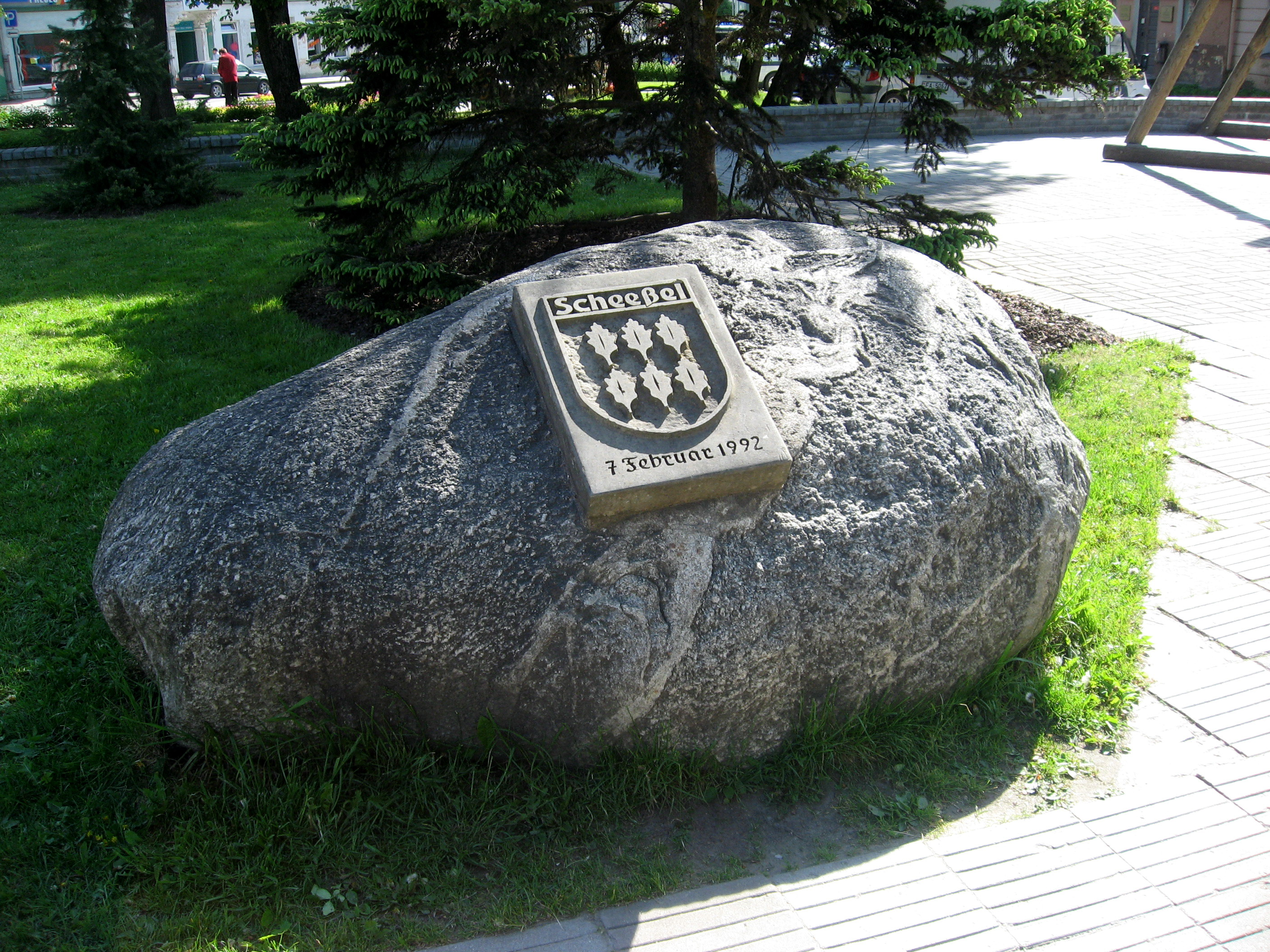
トゥクムスにあるシェーセルの紋章の碑

### 紋章
シェーセルの紋章は緑地に6枚のオークの葉が描かれている。6枚のオークの葉は、町の前身となった6つの ersten Höfe を表している。

### 姉妹都市
- トゥクムス（ラトビア、トゥクマ州）
- テーテロー（ドイツ、メクレンブルク＝フォアポンメルン州）

## 文化と見所

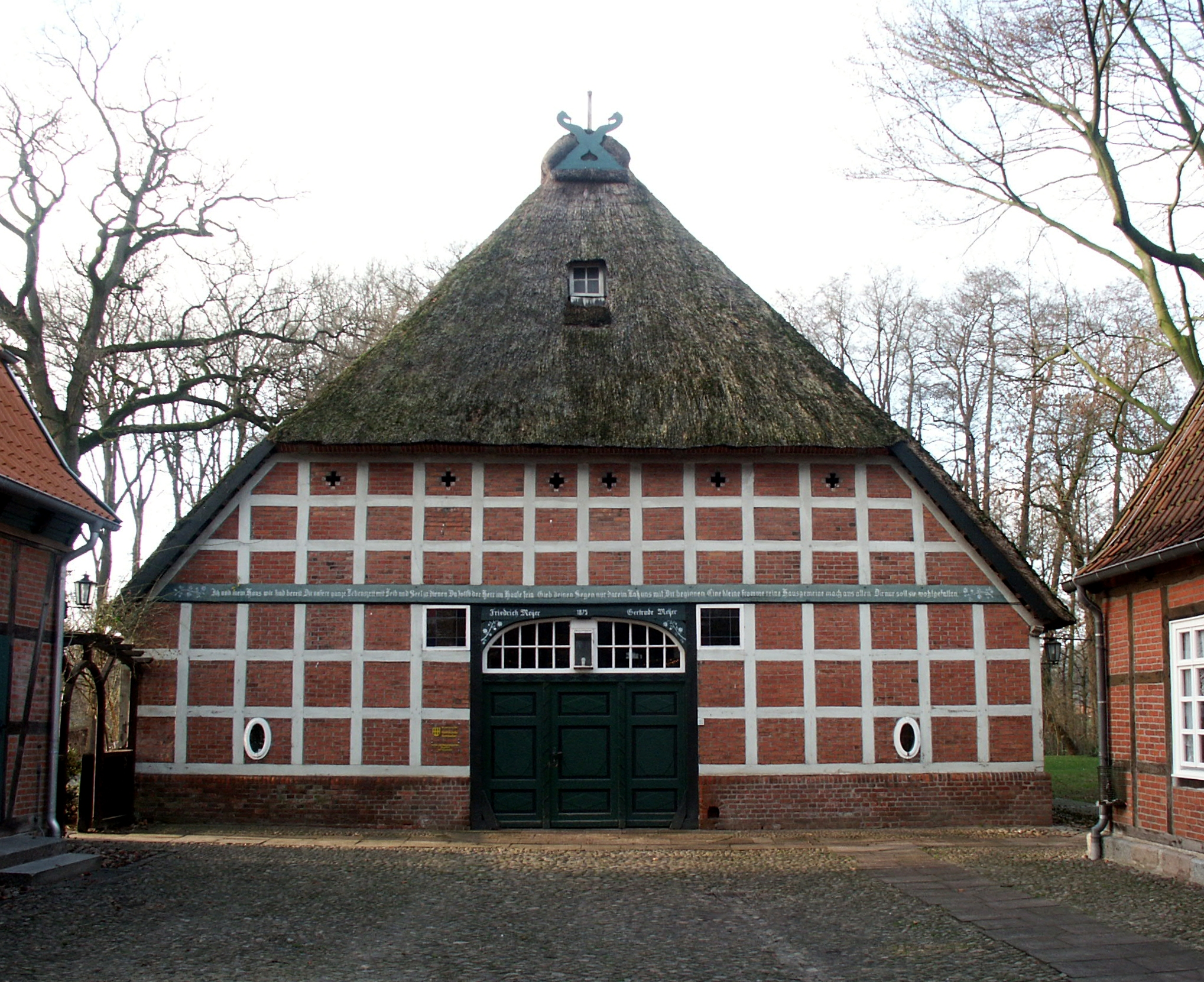
シェーセル郷土博物館のマイヤーホーフ

シェーセルはヴュンメ川下流域観光の中心地であり、様々な地域の民族衣装舞踊団の本拠地である。
最もよく知られた民族衣装舞踊団が De Beekscheepers Scheeßel e. V. と Original Scheeßeler Trachtengruppe である。両舞踊団は北ドイツ文化の国内・国際的普及と保護という課題に専念している。シェーセルでは毎年大規模な民族衣装舞踊祭が開催されており、シェーセル町外でもよく知られている。舞踊祭は Beekscheepers と Original Scheeßeler Trachtengruppe とが年ごとに交互で主催しており、国内外の多くの民族衣装舞踊団とともにパフォーマンスを行う。
シェーセル郷土博物館では19世紀の生活や仕事ぶりを展示している。「ハイマートハウス」（郷土館）と呼ばれる建物が1930年にそれまであった場所から現在の場所に移築された。1970年代以降この施設は拡大を続けた。現在ハイマートハウスの建物は、低地ドイツ様式のホール型建築に農場の人々の暮らしや経済を展示している。歴史的なマイヤーホーフの建物内には繊維関連手工業（紡績、織布、染色、レース編み）についての展示がなされている。
ロックやポップ・ミュージックの分野でもシェーセルは伝統を有している。1973年と1977年にシェーセルのアイヒェンリングで大規模な野外フェスティバルが開催された。この催しには、シカゴ、チャック・ベリー、ゴールデン・イヤリングといった有名なバンドやミュージシャンが参加した。20世紀末からシェーセルは大規模な野外フェスティバルが開催されるようになっている。1997年にアイヒェンリングで第1回ハリケーン・フェスティバルが開催されたのである。この音楽イベントは毎年6月に開催される。2008年の来客数は75,000人を数えた。

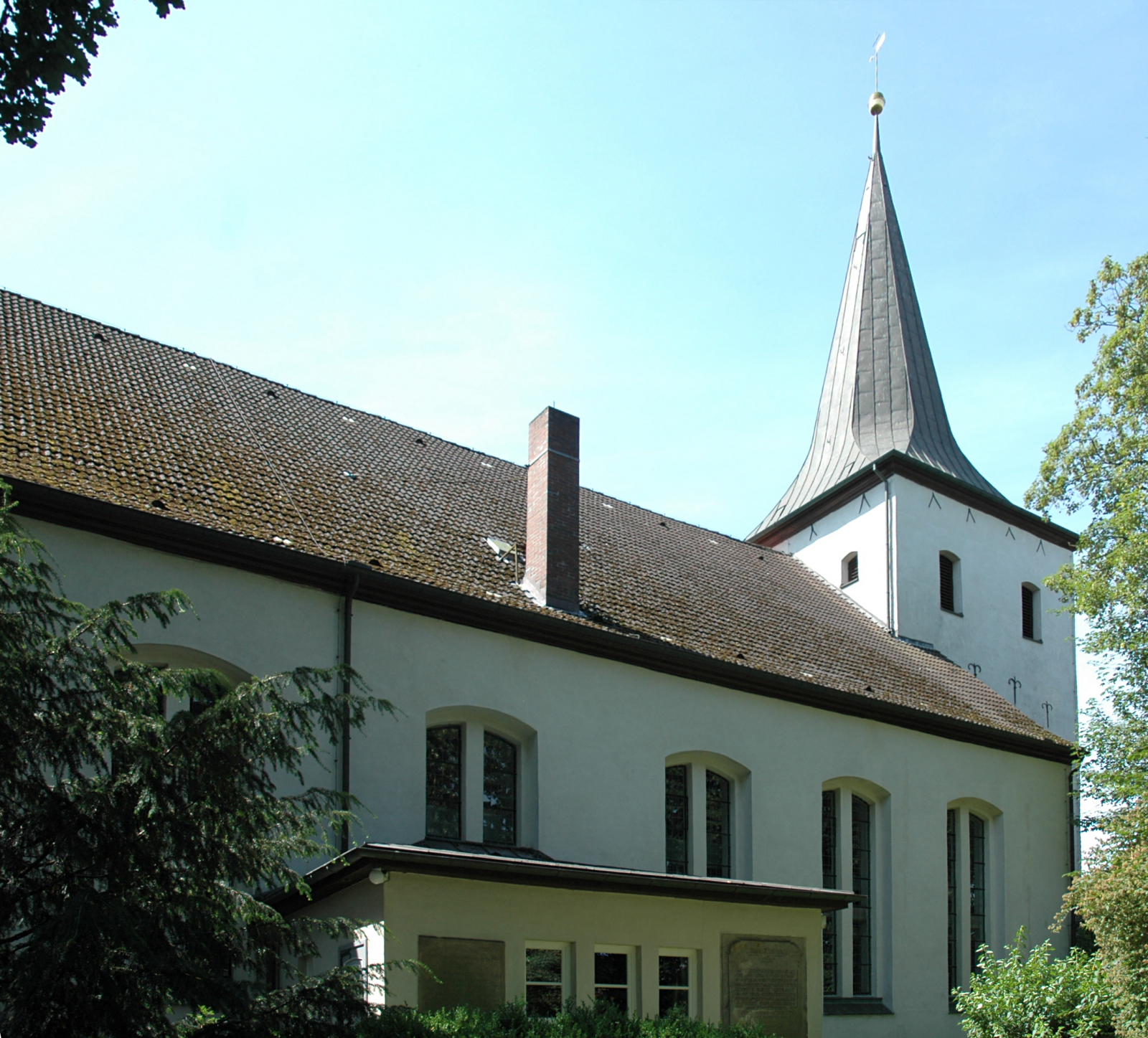
聖ルカ教会

### 建築
- 聖ルカ教会 — 1757年建造のバウエルン・バロック様式の教会。樹齢約600年の「裁きの菩提樹」（この木の下で裁判が行われた）がある。
- フォクタイパルク（代官所公園）の代官所
- 郷土博物館
- マイヤーホーフ
- シェーセルの水車
- 貴賓館（駅舎）

### 年中行事

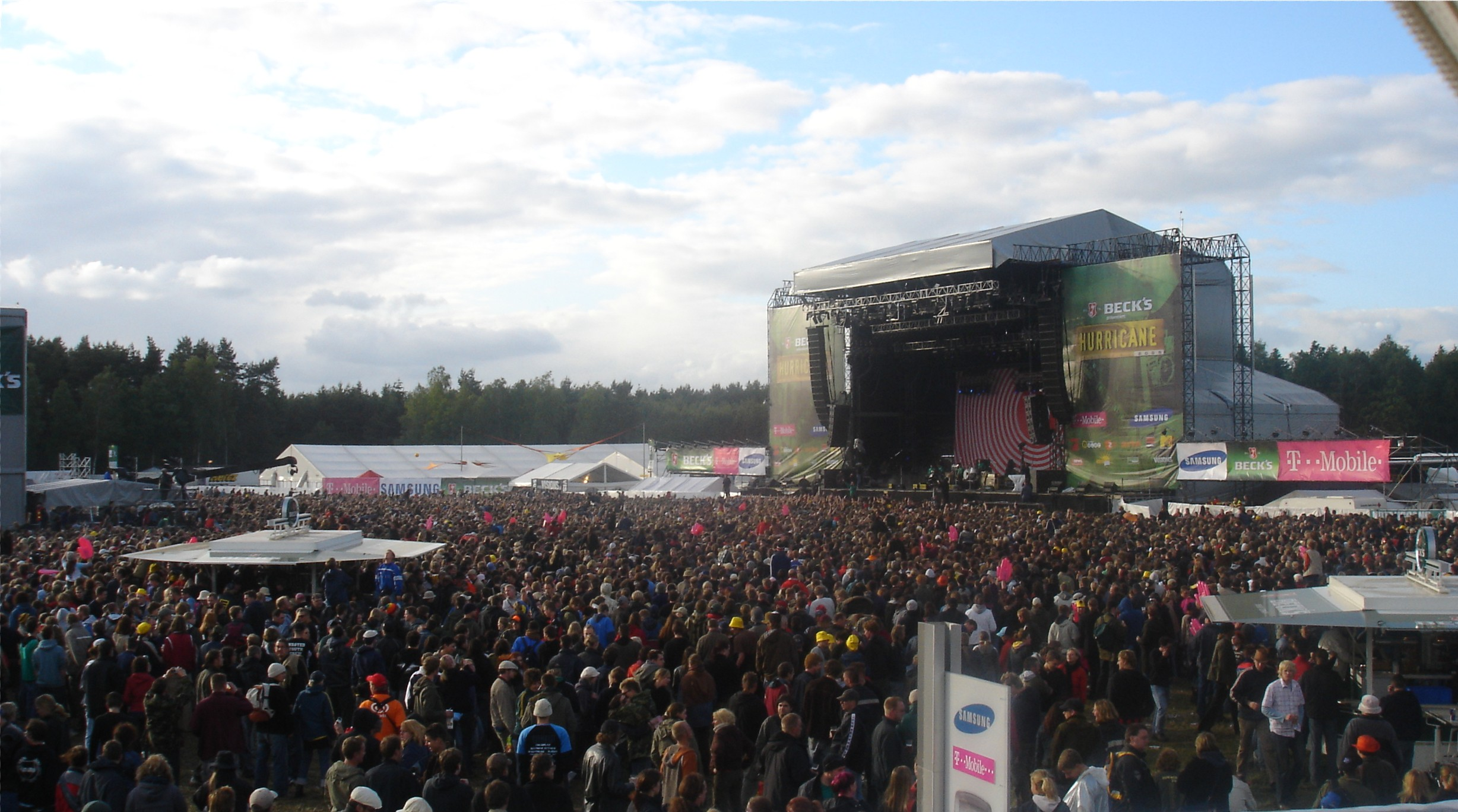
2005年のハリケーン・フェスティバル

- ハリケーン・フェスティバル（1997年から毎年）
- 国際Beeke民族衣装舞踊祭（1975年から2年に1度、7月第3週末）
- 国際民族衣装舞踊会（1986年から2年に1度開催）
- シェーセルの水車とヴェスターフェーゼデの水車で開催されるドイツ水車会議（毎年、聖霊降臨祭の月曜日）

## 経済と社会資本
シェーセルは、それぞれ大都市圏の中心をなす3都市、ハンブルク、ブレーメン、ハノーファーの中間に位置することから、この町やその周辺地域には数多くの中小企業がある。また、この町はシェーセル貯蓄銀行の本社所在地である。

### 交通
シェーセルは地域内あるいは広域交通への接続の便が大変によい。町内を連邦道B75号線が通り、近郊を連邦アウトバーンA1号線が走っている（ジッテンゼンのインターチェンジまで約15kmである）。交通の便がよい場所にあることから、ハンブルク、ブレーメンあるいはハノーファーへ約1時間、北海やバルト海沿い、あるいはハルト山地のリゾート地まで最大2時間で到達できる。
町の東をハンブルク - ブレーメン（ - ルール地方）の幹線鉄道が走っている。この路線からシェーセル近郊で計画路線 Y-Trasse が分岐することになっている。列車ではブレーメンへほぼ30分、ハンブルクへ約50分である。将来的には、2010年から計画されている都市圏鉄道に接続する可能性もある。
最寄りの飛行場はローテンブルク (ヴュンメ)にある。最寄りの国際空港はハンブルク空港、ブレーメン空港、ハノーファー空港である。

## 人物

### 出身者
- マティアス・シェルツ（1971年 - ）サッカー選手
- キルステン・ボルム（1975年 - ）女子陸上競技選手（100mハードル）

### ゆかりの人物
- パウル・カレル（1911年 - 1997年）作家。刑務所（彼は戦時中SS中佐として、報道・出版を取り仕切っていた）から出所後、この町で暮らした。

## 引用
1. ↑  Landesamt für Statistik Niedersachsen, LSN-Online Regionaldatenbank, Tabelle A100001G: Fortschreibung des Bevölkerungsstandes, Stand 31. Dezember 2023